# Afro-Mexicanen
Afro-Mexicanen (Spaans: afromexicanos) zijn inwoners van Mexico van Afrikaanse afkomst.

## Geschiedenis

### Koloniale periode
De eerste Afrikanen zijn in het spoor van de conquistadores naar Mexico gekomen, vrijwel allemaal door de slavenhandel. Sommige geestelijken waaronder Bartolomé de las Casas propageerden de invoer van zwarte slaven om zo de mishandeling van en druk op de indianen te verlichten, maar toen Las Casas de excessen van de Afrikaanse slavernij zag kwam hij daar op terug. De meeste slaven waren afkomstig uit Ghana, Ivoorkust, Senegal, Gambia, Nigeria, Congo en Angola. In tegenstelling tot de vermenging tussen indianen en blanken die door de geestelijkheid en de Spaanse kroon werd aangemoedigd, werden Afrikanen zo veel mogelijk afgezonderd van de rest van de bevolking, en was de vermenging tijdens de koloniale periode relatief gering. Afstammelingen van zwarten en indianen werden zambo's genoemd, afstammelingen van mestiezen en zwarten afromestiezen. Uit angst voor opstanden pasten de koloniale autoriteiten een bevolkingspolitiek toe om te voorkomen dat te veel zwarten in hetzelfde gebied zouden wonen. Toch kwam het geregeld tot opstanden, waarvan die van Gaspar Yanga rond 1600 een van de bekendste en tevens succesvolste was. Gevluchte slaven werden marrons genoemd, en hun nederzettingen palenques. Soms verenigden indianen en zwarten zich bij een opstand, maar over het algemeen konden, mede door de strikte scheiding die was opgelegd door de koloniale autoriteiten, zwarten en indianen niet goed met elkaar overweg.

### Onafhankelijkheid
Vanaf de 18e eeuw begon de slavenhandel en daarmee ook het aantal Afro-Mexicanen af te nemen. De invoer van slaven naar Mexico was nooit zo groot geweest als bijvoorbeeld in het Caribisch gebied, de Verenigde Staten of Brazilië, en bij het uitbreken van de onafhankelijkheidsoorlog in 1810 was ongeveer 0,3% van de bevolking slaaf. Hopend op gelijkheid tussen de rassen sloten veel Afro-Mexicanen zich aan bij de Mexicaanse Onafhankelijkheidsoorlog, en rassengelijkheid en afschaffing van de slavernij waren enkele van de politieke speerpunten van de onafhankelijkheidsstrijders. Enkele van de meest vooraanstaande onafhankelijkheidsstrijders waren van deels Afrikaanse afkomst, waaronder José María Morelos en Vicente Guerrero. Bij de proclamatie van de republiek in de Mexicaanse grondwet van 1824 werd de slavernij officieel afgeschaft. De laatste slaven werden vrijgelaten in 1829 in opdracht van Guerrero, die de eerste zwarte president van het land was geworden. Aangezien slavernij in Mexico verboden was, werd het land een aantrekkelijk vluchtoord voor slaven uit de Verenigde Staten, en ook veel Afro-Seminolen vluchtten naar Mexico. Het verbod op slavernij was een van de belangrijkste oorzaken van het uitbreken van de Texaanse Onafhankelijkheidsoorlog en later de Amerikaans-Mexicaanse Oorlog.
De Afromesties Juan Álvarez was van 1855 tot 1856 de tweede zwarte president van Mexico.

### Discriminatie
Hoewel er sinds 1821 geen onderscheid meer wordt gemaakt naar ras of afkomst, zijn Afro-Mexicanen in de praktijk vaak slachtoffer geweest van racisme en discriminatie, wat ook tegenwoordig nog steeds niet helemaal is uitgebannen. Een belangrijk verschil met de discriminatie van zwarten in de Verenigde Staten is desalniettemin dat de scheidslijnen tussen zwarten en andere bevolkingsgroepen in Mexico veel vager zijn (de Mexicaanse census houdt bijvoorbeeld in tegenstelling tot de Amerikaanse geen etniciteiten bij), en er een grotere vermenging is ontstaan, waardoor Afromexicanen ook fysiek moeilijk te onderscheiden zijn. Men zou kunnen stellen dat er in plaats van een zwart-wit-discriminatie eerder een graduele discriminatie is; hoe donkerder iemand is, hoe groter de kans is dat hij slachtoffer van discriminatie wordt. Dit is overigens niet iets wat beperkt is tot Afro-Mexicanen, ook donkere indianen zijn vaker het slachtoffer van discriminatie dan lichtere indianen. Hoewel er in sommige delen van het land meer Afro-Mexicanen wonen dan in andere delen, wonen zij nooit echt gescheiden van de rest van de bevolking, er bestaan bijvoorbeeld geen 'zwarte wijken'. Ook van segregatie van overheidswege is sinds de onafhankelijkheid nooit sprake geweest.
Een groot deel van de achterstelling van Afro-Mexicanen bestaat uit het ontkennen van Afrikaanse invloeden, zowel etnisch als cultureel in Mexico. Veel Mexicanen denken dat er simpelweg geen Afrikanen zijn in Mexico, en zullen er dan ook van uitgaan dat Afro-Mexicanen in werkelijkheid recente immigranten uit Centraal-Amerika zijn, waar het percentage van de bevolking dat van Afrikaanse afkomst is veel hoger ligt. Er zijn verschillende gevallen bekend van Afro-Mexicanen die zijn gearresteerd en door de politie gedwongen zijn het Mexicaanse volkslied te zingen om te bewijzen dat zij geen illegale immigranten zijn. Ook komt het vaak voor dat Afro-Mexicanen hun afkomst ontkennen, en zich liever mestiezen noemen.
De laatste jaren is de belangstelling en de erkenning voor Afro-Mexicanen toegenomen. De antropoloog Gonzalo Aguirre Beltrán noemt de Afrikaanse cultuur bijvoorbeeld de 'derde wortel' van Mexico, naast de Europese en indiaanse.

## Demografie
Aangezien er geen officiële statistieken van worden bijgehouden, en het lastig is een exacte definitie te geven, zijn er geen precieze cijfers bekend over het aantal Afro-Mexicanen. De meeste schattingen gaan uit van ongeveer een miljoen, oftewel een procent van de Mexicaanse bevolking. Volgens de Amerikaanse onderzoeker Charles Henry Rowell is het eigenlijk helemaal niet (meer) mogelijk om van Afro-Mexicanen te spreken door de verregaande vermenging.
De meeste Afro-Mexicanen wonen in het zuiden van Mexico, voornamelijk in de deelstaten Guerrero, Oaxaca, Veracruz, Tabasco en Quintana Roo. In die laatste staat wonen ook veel Afro-Caribische immigranten. Aan de Costa Chica, de Grote Oceaankust tussen Acapulco en Huatulco in Guerrero en Oaxaca woont een aanzienlijke gemeenschap Afromestiezen.

## Bekende Afro-Mexicanen
- Liliana Allen, atlete

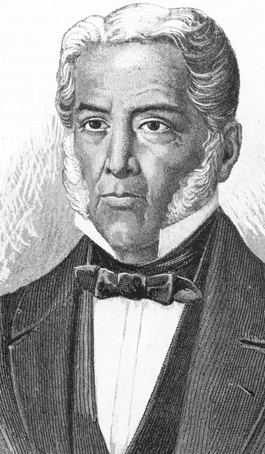
Juan N. Álvarez

- Juan N. Álvarez (deels), politicus en militair
- Rubén Amaro, Sr., honkballer
- Melvin Brown, voetballer
- Elizabeth Catlett, beeldhouwster
- José Damasceno, voetballer
- Jean Duverger, acteur
- Vicente Guerrero (deels), politicus en onafhankelijkheidsstrijder
- Joaquín Hendricks Díaz, politicus
- Edoardo Isella, voetballer
- Johnny Laboriel, zanger
- Kalimba Marichal, zanger
- M'Balia Marichal, zangeres
- José María Morelos (deels), onafhankelijkheidsstrijder
- René Muñoz, scenarioschrijver
- José Nápoles, bokser
- El Negrito Poeta, dichter
- Jorge Orta, honkballer
- Pío Pico (deels), politicus
- Memín Pinguín, stripfiguur
- Vicente Riva Palacio (deels), politicus, historicus, jurist, militair en schrijver
- Juan de la Rosa, bokser
- Giovanni dos Santos, voetballer
- Jonathan dos Santos, voetballer
- María del Sol, zangeres
- Toña La Negra, zangeres
- Gaspar Yanga, verzetsstrijder
- Zamorita, acteur